# Ludo

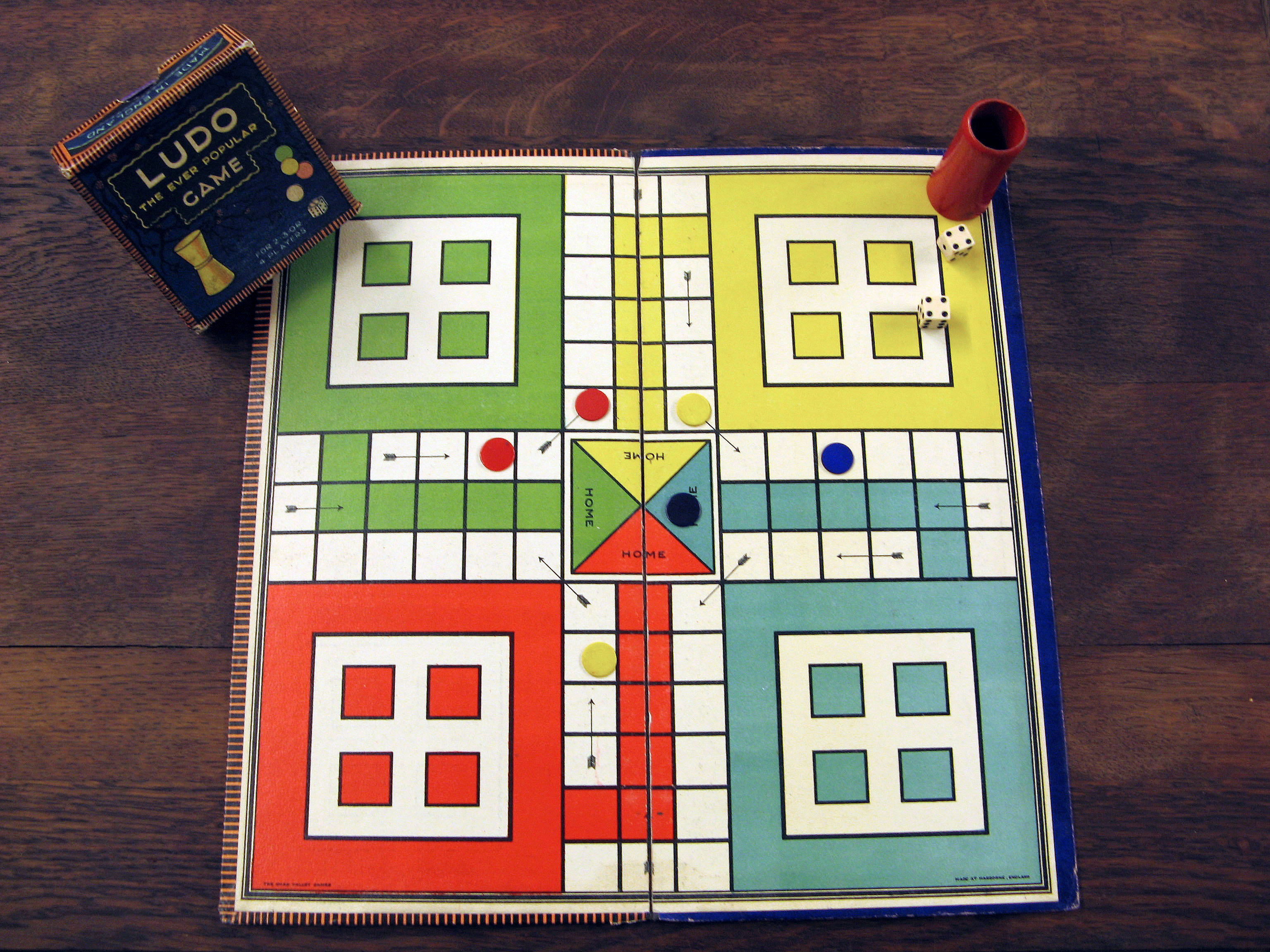
Aufgebautes Brett

Ludo, auch Ludi genannt, ist ein sehr einfaches, Pachisi-ähnliches Brettspiel für zwei bis vier Spieler. „Ludo“ kommt aus dem Lateinischen und heißt übersetzt „ich spiele“.

## Geschichte
Das Spiel wurde in England 1896 unter der Patentnummer 14636 patentiert und ist aus dem Spiel Patchesi hervorgegangen. Patchesi wurde von der 1795 gegründeten Firma John Jaques & Son als erstes englisches Pachisi-Derivat hergestellt und bis in die 1920er vertrieben. Ludo ist eine stark vereinfachte und kindgerechte Version des Patchesi. Ebenso wurden die Wege des Spiels klarer farblich und mit Pfeilen herausgearbeitet. Ein großer Unterschied zum Patchesi ist, dass bei Ludo die Spielsteine im Uhrzeigersinn gezogen werden. Damit ist Ludo das erste Pachisi-Derivat, welches die ursprüngliche Zugrichtung änderte.
Laut  Jürgen Banscherus, „Mensch ärgere dich nicht – eine Kulturgeschichte“ stammt das deutsche „Mensch ärgere dich nicht“ direkt vom indischen Pachisi und nicht vom englischen Derivat „Ludo“ ab: 
„Die Wurzeln von Mensch ärgere dich nicht liegen in dem indischen Spiel Pachisi, das als eines der ältesten Gesellschaftsspiele der Welt gilt und die Grundlage für viele europäische Varianten bildete.“ dies bestätigt auch Heinrich Huber in „Brettspiele – Geschichte und Varianten“: „Die Entwicklung von Mensch ärgere dich nicht ist eine direkte Anpassung des indischen Spiels Pachisi, das Schmidt während seiner Reisen entdeckte und für das deutsche Publikum umgestaltete.“

## Spielregeln
Die ursprünglichen Spielregeln sind sehr einfach: Gewürfelt wird mit einem einzigen Würfel. Aus den Ecken (Yards) darf mit einer Sechs herausgezogen werden. Eine Sechs ermöglicht einen weiteren Wurf. Es darf nur ein Spielstein auf einem Feld stehen. Steht auf einem Zielfeld eine gegnerische Figur, so wird diese geschlagen und muss zurück in ihre Ecke. Es gibt keine sicheren Felder außer dem Feld vor dem eigenen Yard und den „Treppen“. Kommt eine Figur auf ein Feld, das von einer eigenen besetzt ist, so werden diese ähnlich wie beim Spiel Yut zu einem Spielstein vereinigt. Sie ziehen dann gemeinsam, werden aber auch beide von einer gegnerischen Figur geschlagen. Blockaden auf Feldern wie in den meisten anderen Pachisi-Derivaten gibt es nicht. Es muss mit einem genauen Wurf in die Mitte gezogen werden.
Es gibt sehr viele Varianten der Spielregeln. Eine häufige Variante ist, dass die Blockaden wieder erlaubt sind. Ebenso häufig ist eine Variante, dass die Möglichkeit der Vereinigung zweier Spielsteine nicht existiert. Bei früheren Versionen waren die Spielsteine noch in der Form der Spielsteine beim Damespiel oder einfache Blättchen. Neuere Ausgaben haben Pöppel (Männchen) beigelegt, wie sie auch im Mensch ärgere Dich nicht oder Eile mit Weile üblich sind. Mit diesen lassen sich keine „Zweiertürme“ bauen und so ist diese Spielregel entfallen.

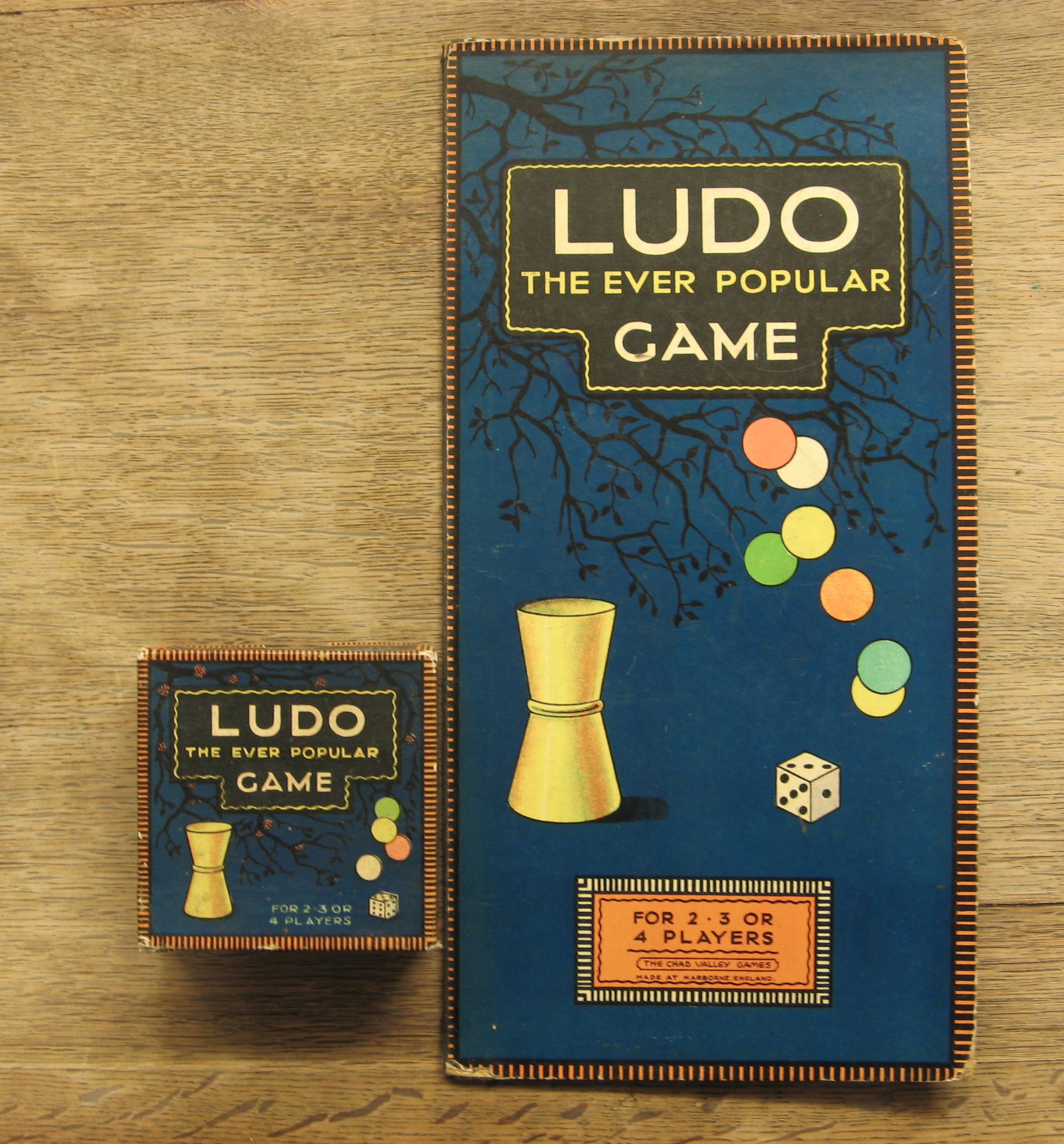
Logo auf Brett und Spielsteinkästchen
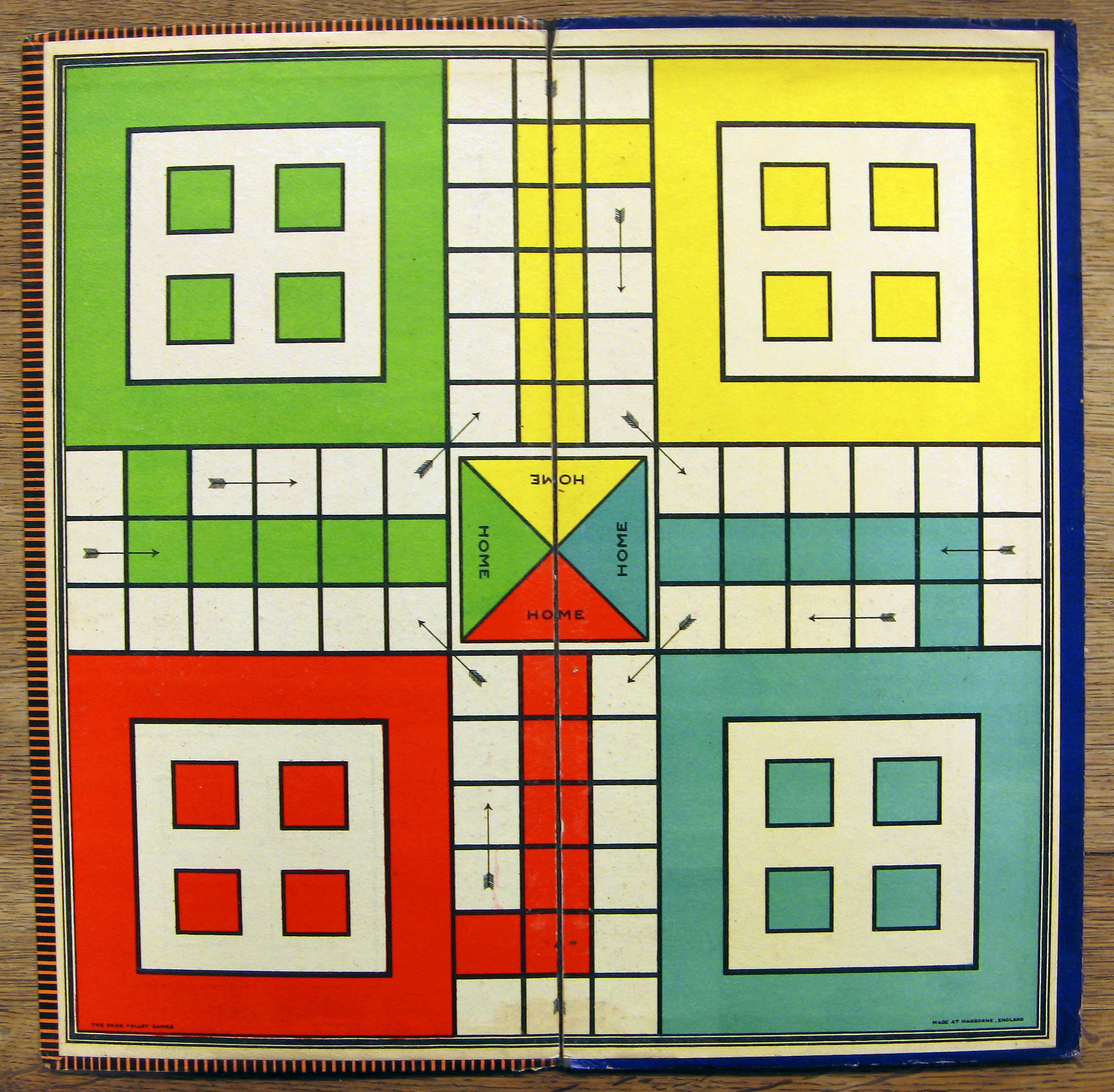
Originales Ludo-Brett
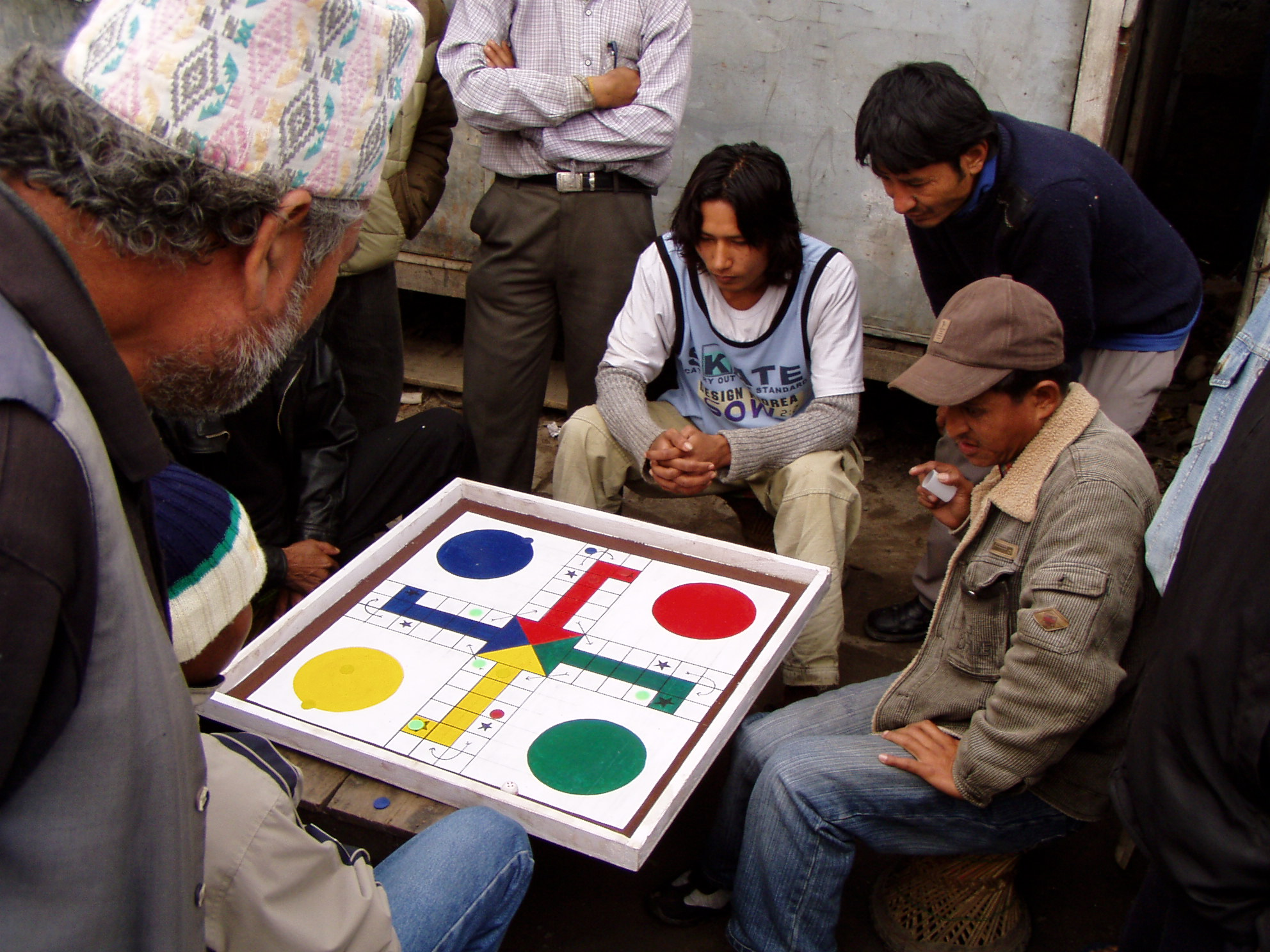
Spiel in Nepal auf einem Ludo-Brett
Schematisches Brett